# Сикион (митологија)
Сикион (грч. Σικυών) је у грчкој митологији био епонимни херој Сикиона, по коме је и добио назив.

## Митологија
Сикион је био син Маратона, Метиона, Ерехтеја или Пелопа, супруг Зеуксипе и Хтонофилин отац.